# Lophomachia semialba
Lophomachia semialba är en fjärilsart som beskrevs av Walker 1861. Lophomachia semialba ingår i släktet Lophomachia och familjen mätare. Inga underarter finns listade i Catalogue of Life.